# VL Mike
Michael Allen (19 de janeiro de 1976 - 20 de abril de 2008), mais conhecido pelo seu nome artístico VL Mike, foi um rapper estadunidense. Iniciou sua carreira em 2004, como empregado da Chopper City Records. Mike ficou mais conhecido pela sua postura gangsta e letras relacionadas as ruas de Nova Orléans. Em 2007, lançou junto com o Chopper City Boyz o álbum We Got This, sucedida por duas mixtapes.
Allen faleceu em 20 de abril de 2008 após ser atingido por diversos tiros quando saía de seu veículo na rodovia 4700 Miles Drive. Foi encaminhado ao hospital, mas não resistiu.

## Discografia

### Álbuns
- 2007: We Got This (com Chopper City Boyz)

### Singles solo
- 2008: Money In Here (featuring Mannie Fresh)

### Mixtapes
- 2007: Place Yo Betz (mixada por DJ Perv e produzida por Ziggla Da Wiggla)
- 2007: Im The Truth (mixada por DJ Perv e produzida por Ziggla Da Wiggla)